# Schwungnutzautomatik
Das Konzept der Schwungnutzautomatik (SNA) entstand bei Volkswagen Ende der 1970er Jahre vor dem Hintergrund der zweiten Ölkrise.
Die SNA besteht aus einer automatischen Kupplung und einem Start-Stopp-System.
Diese Kombination ermöglicht es, die Kupplung zu öffnen, automatisiert den Motor abzustellen und beim Gasgeben wieder zu starten. Das erfolgte nicht nur beim Ampelstopp, sondern auch während der Fahrt. Das System nutzte also den Schwung aus.
Es gab zwei Ausführungsformen:
- SNA-1: Der Motorstart erfolgt durch den normalen Starter
- SNA-2: Der Motorstart erfolgt durch eine Schwungscheibe, die zwischen Kupplung und Motor angeordnet ist und vom Motor durch eine zweite Kupplung getrennt ist. Für das erstmalige Antreiben der Schwungscheibe und, um sie nach längeren Stopp-Phasen wieder in Schwung zu bringen, ist ein zusätzlicher kleiner Elektromotor vorhanden.

## Historie
1980 wollte Volkswagen das SNA-1-Konzept in den USA im Golf einsetzen. Das Ende der Ölkrise bedeutete allerdings auch das Ende dieses Projekts.
1994 wurde die SNA-1 im Golf III Ecomatic eingesetzt. Die automatische Kupplungsbetätigung erfolgte durch einen elektro-pneumatischen Stellmotor, als Steuergerät kam eine Variante des Digimat zum Einsatz.
Im Jahr 1999 wurde das Konzept im Lupo 3L TDI eingesetzt, bei dem neben der Kupplung auch das Getriebe hydraulisch betätigt wurde, die Ansteuerung übernahm eine Variante des Digimat, nun bereits mit CAN-Vernetzung. Um Servounterstützung für die Bremse zu erhalten, wurde während der Fahrt in den „Segelphasen“ nur die Kupplung getrennt, der Motor aber nicht abgestellt.
Heute lebt das Konzept bei den Starter-Generator-Systemen für Niedrigenergiefahrzeuge wieder auf.